# Oakley (Utah)
Oakley é uma cidade localizada no estado norte-americano de Utah, no Condado de Summit.

## Demografia
Segundo o censo norte-americano de 2000, a sua população era de 948 habitantes.
Em 2006, foi estimada uma população de 1299, um aumento de 351 (37.0%).

## Geografia
De acordo com o United States Census Bureau tem uma área de
16,3 km², dos quais 16,3 km² cobertos por terra e 0,0 km² cobertos por água.

## Localidades na vizinhança
O diagrama seguinte representa as localidades num raio de 20 km ao redor de Oakley.